# Artesia (Missisipi)
Artesia – miasto w Stanach Zjednoczonych, w stanie Missisipi, w hrabstwie Lowndes.